# Eleição municipal de Itapetininga em 1972
A eleição municipal de Itapetininga em 1972 foi o 7.º pleito eleitoral realizado na história do município. Ocorreu oficialmente em 15 de novembro, sendo disputada em turno único. Independente da porcentagem de votos válidos obtida alcançar ou não a maioria absoluta, o candidato mais votado sairia vencedor do pleito. 
Um total de 21 379 eleitores compunham o eleitorado itapetiningano apto a votar para eleger 1 prefeito, 1 vice–prefeito e 15 vereadores para a Câmara Municipal em 1972. 

## Candidaturas oficiais
| Nome                    | Partido | Vice                 | Situação   |
| ----------------------- | ------- | -------------------- | ---------- |
| Darcy Pereira de Moraes | MDB     | Mário Carlos Martins | Eleito     |
| Fernando Rosa           | ARENA   | desconhecido         | Não eleito |

## Resultados eleitorais

### Prefeito(a) eleito(a)
Darcy Pereira de Moraes, filiado ao MDB, conquistou 55,55% dos votos válidos e foi eleito para chefiar o Poder Executivo municipal pelos 4 anos subsquentes, tendo seu mandato iniciado em 31 de janeiro de 1973 e concluído em 30 de janeiro de 1977.
Fernando Rosa, apesar da derrota na corrida eleitoral para prefeito, logrou eleger-se vereador, pois as disputas eleitorais para a Prefeitura Municipal e para a Câmara Municipal ocorriam de forma paralela, e seu nome estava entre os incluídos na lista fechada de candidatos selecionados pelo diretório local da ARENA para concorrerem ao Poder Legislativo municipal.
| Candidatos a prefeito(a)    | Candidatos a prefeito(a)      | Candidatos a vice-prefeito(a) | Votação | Votação     |
| Candidatos a prefeito(a)    | Candidatos a prefeito(a)      | Candidatos a vice-prefeito(a) | Total   | Porcentagem |
| --------------------------- | ----------------------------- | ----------------------------- | ------- | ----------- |
|                             | Darcy Pereira de Moraes (MDB) | Mário Carlos Martins (MDB)    | 10 287  | 55,55%      |
|                             | Fernando Rosa (ARENA)         | desconhecido(a)               | 8 231   | 44,45%      |
| Total de votos válidos      | Total de votos válidos        | Total de votos válidos        | 18 518  | 18 518      |
| Votos apurados              |                               |                               |         |             |
| Votos válidos               | Votos válidos                 | Votos válidos                 | 18 518  | 93,12%      |
| Votos em branco             | Votos em branco               | Votos em branco               | 488     | 2,45%       |
| Votos nulos                 | Votos nulos                   | Votos nulos                   | 880     | 4,43%       |
| Total de votos apurados     | Total de votos apurados       | Total de votos apurados       | 19 886  | 19 886      |
| Participação do eleitorado  |                               |                               |         |             |
| Comparecimentos             | Comparecimentos               | Comparecimentos               | 19 886  | 93,02%      |
| Abstenções                  | Abstenções                    | Abstenções                    | 1 493   | 6,98%       |
| Total de eleitores aptos    | Total de eleitores aptos      | Total de eleitores aptos      | 21 379  | 21 379      |
| Fonte: Câmara dos Deputados |                               |                               |         |             |

### Vereadores eleitos
Abaixo encontram-se os resultados obtidos por cada partido e o tamanho das bancadas eleitas na Câmara Municipal para a 7.ª legislatura, iniciada em 1 de janeiro de 1973 e concluída em 31 de dezembro de 1976:
| Partidos políticos          | Partidos políticos       | Votos obtidos            | Porcentagem              | Assentos obtidos | Vereadores(as) eleitos(as) |
| --------------------------- | ------------------------ | ------------------------ | ------------------------ | ---------------- | --- |
|                             | ARENA                    | 11 540                   | 65,29 / 100              | 10 / 15          | Anacleto Nunes Péricles Leonel Ferreira Araldo Lyrio de Almeida Juliana Fabiano Alves Francisco Alves Vêi Humberto Pellegrini Fernando Rosa Joinvile Batista Rosa José Elias Prado Alceu Tambelli |
|                             | MDB                      | 6 135                    | 34,71 / 100              | 5 / 15           | José Pereira de Noronha Geraldo Alves Hiram Ayres Monteiro Jairo da Silva Pereira Mauro Rolim |
| Votos apurados              |                          |                          |                          |                  | |
| Votos válidos               | Votos válidos            | Votos válidos            | Votos válidos            | 17 675           | 88,88% |
| Votos em branco             | Votos em branco          | Votos em branco          | Votos em branco          | 1 378            | 6,93% |
| Votos nulos                 | Votos nulos              | Votos nulos              | Votos nulos              | 833              | 4,19% |
| Total de votos apurados     | Total de votos apurados  | Total de votos apurados  | Total de votos apurados  | 19 886           | 19 886 |
| Participação do eleitorado  |                          |                          |                          |                  | |
| Comparecimentos             | Comparecimentos          | Comparecimentos          | Comparecimentos          | 19 886           | 93,02% |
| Abstenções                  | Abstenções               | Abstenções               | Abstenções               | 1 493            | 6,98% |
| Total de eleitores aptos    | Total de eleitores aptos | Total de eleitores aptos | Total de eleitores aptos | 21 379           | 21 379 |
| Fonte: Câmara dos Deputados |                          |                          |                          |                  | |